# ATP Challenger Amersfoort
Das ATP Challenger Amersfoort (offizieller Name: Van Mossel Kia Dutch Open) war ein zwischen 2019 und 2024 stattfindendes Tennisturnier in Amersfoort, Niederlande. Es war Teil der ATP Challenger Tour und wurde im Freien auf Sand ausgetragen.

## Liste der Sieger

### Einzel
| Jahr | Sieger                | Finalgegner             | Ergebnis      |
| ---- | --------------------- | ----------------------- | ------------- |
| 2024 | Tomás Barrios Vera    | Alexei Sacharow         | 6:2, 6:1      |
| 2023 | Maximilian Marterer   | Titouan Droguet         | 6:4, 6:2      |
| 2022 | Tallon Griekspoor (2) | Roberto Carballés Baena | 6:1, 6:2      |
| 2021 | Tallon Griekspoor (1) | Botic van de Zandschulp | 6:1, 3:6, 6:1 |
| 2020 | abgesagt              | abgesagt                | abgesagt      |
| 2019 | Mats Moraing          | Kimmer Coppejans        | 6:2, 3:6, 6:3 |

### Doppel
| Jahr | Sieger                              | Finalgegner                                  | Ergebnis         |
| ---- | ----------------------------------- | -------------------------------------------- | ---------------- |
| 2024 | Marcelo Demoliner Guillermo Durán   | Jay Clarke David Stevenson                   | 7:62, 6:4        |
| 2023 | Manuel Guinard (2) Grégoire Jacq    | Mats Hermans Sander Jong                     | 6:4, 6:4         |
| 2022 | Robin Haase Sem Verbeek             | Nicolás Barrientos Miguel Ángel Reyes Varela | 6:4, 3:6, [10:7] |
| 2021 | Luca Castelnuovo Manuel Guinard (1) | Sergio Galdós Gonçalo Oliveira               | 0:6, 6:4, [11:9] |
| 2020 | abgesagt                            | abgesagt                                     | abgesagt         |
| 2019 | Harri Heliövaara Emil Ruusuvuori    | Jesper de Jong Ryan Nijboer                  | 6:3, 6:4         |